# Al-Káida na Arabském poloostrově

Vlajka Al-Káidy na Arabském poloostrově

Al-Káida na Arabském poloostrově (arabsky تنظيم القاعدة في جزيرة العرب‎), známá v Jemenu také jako Ansár al-Šaría (arabsky جماعة أنصار الشريعة‎), je extrémní islamistická militantní teroristická organizace operující zejména na územích Saúdské Arábie a Jemenu a odnož sítě Al-Káida. Al-Káida na Arabském poloostrově je ze všech odnoží Al-Káidy také nejaktivnější, od roku 2014 se její bojovníci účastní jemenské občanské války, na níž se podílí také bojovníci z konkurenční organizace Islámský stát (původně odnož Al-Káidy, která však kvůli neshodám od ní odpadla). Cílem Al-Káidy na Arabském poloostrově je vytvoření ryze islámského emirátu v Jemenu.